# Pusa
Pusa és un gènere de pinnípedes de la família de les foques (Phocidae) de l'hemisferi nord. Les tres espècies del gènere foren separades del gènere Phoca, però alguns autors encara consideren Phoca un sinònim acceptable de Pusa.
Aquest grup conté les dues úniques foques d'aigua dolça: la foca del Baikal i la foca del Caspi.